# Patinella flosculus
Patinella flosculus is een mosdiertjessoort uit de familie van de Lichenoporidae. De wetenschappelijke naam van de soort is voor het eerst geldig gepubliceerd in 1862 door Hincks.